# 真囊球藻科
真囊球藻科（学名：Gomphosphaeriaceae ）为色球藻目的一个科。此科的模式属为真囊球藻属(Gomphosphaeria)。

## 下级分类
- Beckia Elenkin, 1933
- 真囊球藻属 Gomphosphaeria Kützing, 1836